# Ilemodes astrigoides
Ilemodes astrigoides är en fjärilsart som beskrevs av Rothschild 1933. Ilemodes astrigoides ingår i släktet Ilemodes och familjen björnspinnare. Inga underarter finns listade i Catalogue of Life.